# 比纽
比纽（法語：Bignoux，法語發音：[biɲu]）是法国新阿基坦大区维埃纳省的一个市镇，位于该省中部，属于普瓦捷区。

## 地理
比纽（46°35'57"N, 0°28'10"E）面积14.52 平方千米，位于法国新阿基坦大区维埃纳省，该省份为法国中西部省份，北起曼恩-卢瓦尔省和安德尔-卢瓦尔省，西接德塞夫勒省，南至夏朗德省，东南接上维埃纳省，东临安德尔省。
与比纽接壤的市镇（或旧市镇、城区）包括：拉武、利尼耶、蒙塔米塞、普瓦捷、塞夫尔-昂克索蒙。

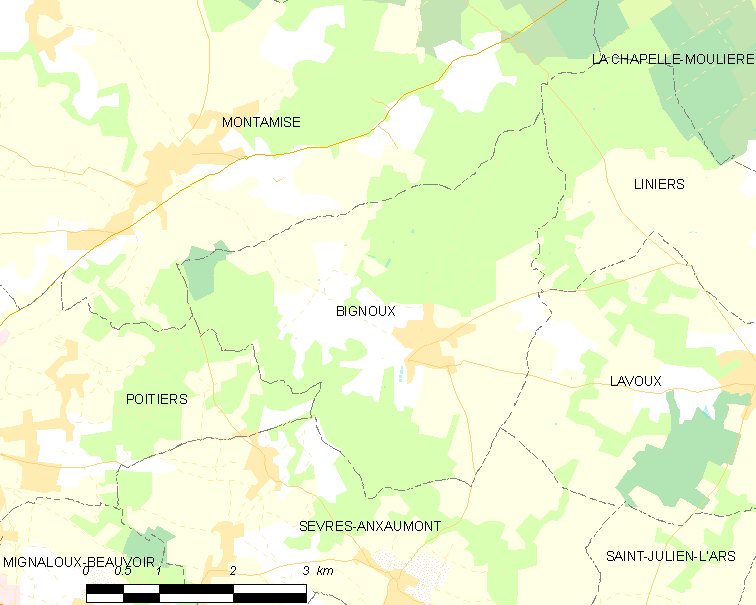
比纽的OSM定位图

比纽的时区为UTC+01:00、UTC+02:00（夏令时）。

## 行政
比纽的邮政编码为86800，INSEE市镇编码为86028。

## 政治
比纽所属的省级选区为普瓦图地区沙斯讷伊县。

## 人口

1962-2008年间比纽人口变化图示

比纽于2022年1月1日时的人口数量为1083人。